# Ретимно
35°22′06″ пн. ш. 24°28′25″ сх. д. / 35.36839° пн. ш. 24.47362° сх. д.
Ре́тимно (грец. Ρέθυμνο) — місто в Греції, у периферії Крит, столиця однойменного ному Ретимно.

## Історія
Район сучасного міста Ретимно був заселений ще у добу мінойської цивілізації, на захід від міста існував потужний поліс Кідонія. Сам Ретимно вирос із маленького селища Ретимна, розквіт міста почався у період панування венеційців, в цей період місто перетворилось на важливий проміжний пункт між Іракліоном та портом Ханья. Загалом сучасний квартал старого міста майже цілком побудований венеційцями. Це одне з найдобріше збережених давніх міст на острові Крит.
Місто досі зберігає свою стару аристократичну зовнішність із будинками початку 16 століття, характерними для них арками, кам'яними сходами, візантійськими та грецько-римськими рисами невеликого венеційського порту з вузькими вулицями. У Венеційській лоджі розміщується управління Міністерства культури Греції.
Щорічно в Ретимно проходить карнавал. Вперше його провели 1915 року, і до 50-х рр. він перетворився на одну з найпривабливіших подій для туристів на Криті. Свято триває три тижні перед Великим постом. Перший його день носить назву «День серенад». На початку ж липня також щороку у Ретимно відбувається винний фестиваль.

## Визначні місця
- Кафедральний собор
- Брама Гура
- Базиліка Святого Франциска
- Мечеть Нератцес (нині Церква Святої Катерини)
- Фортеця
- Фонтан Тімонді
- Ренесансна Венеційська Лоджі
- За 23 км південний захід від Ретимно розташований православний діючий Аркадійський монастир
- За 25 км південний схід від Ретимно розташований давньогрецький поліс Елевтерна

## Музеї
- Археологічний музей
- Музей церкви
- Музей морської флори та фауни
- Колекція Фрадзескак

## Персоналії
- Еммануїл Цане — грецький художник епохи Відродження, іконописець.
- Маркос Мусурус — грецький філософ 15 століття.
- Ахмет Ефенді — дипломат Османської імперії 18 століття.
- Ніколаос Сіфунакіс — політик.
- Нік Грек — азартний гравець.

## Міста-побратими
- Ая-Напа, Кіпр
- Кастеназо, Італія
- Пушкін, РФ